# Sitno (powiat myśliborski)
Sitno – wieś sołecka w Polsce położona w województwie zachodniopomorskim, w powiecie myśliborskim, w północnej części gminy Myślibórz, na granicy z Ziemią Pyrzycką. Krajobraz tej okolicy jest leśny, rolniczy. Wieś położona jest przy północno-wschodnim brzegu jeziora Sitno Wielkie. Na jeziorze są 2 większe wyspy objęte ochroną jako użytek ekologiczny pod nazwą Dwie wyspy na jeziorze Sitno o powierzchni 3.1 ha.

## Zabytki
- Zespół dworski z końca XIX wieku.

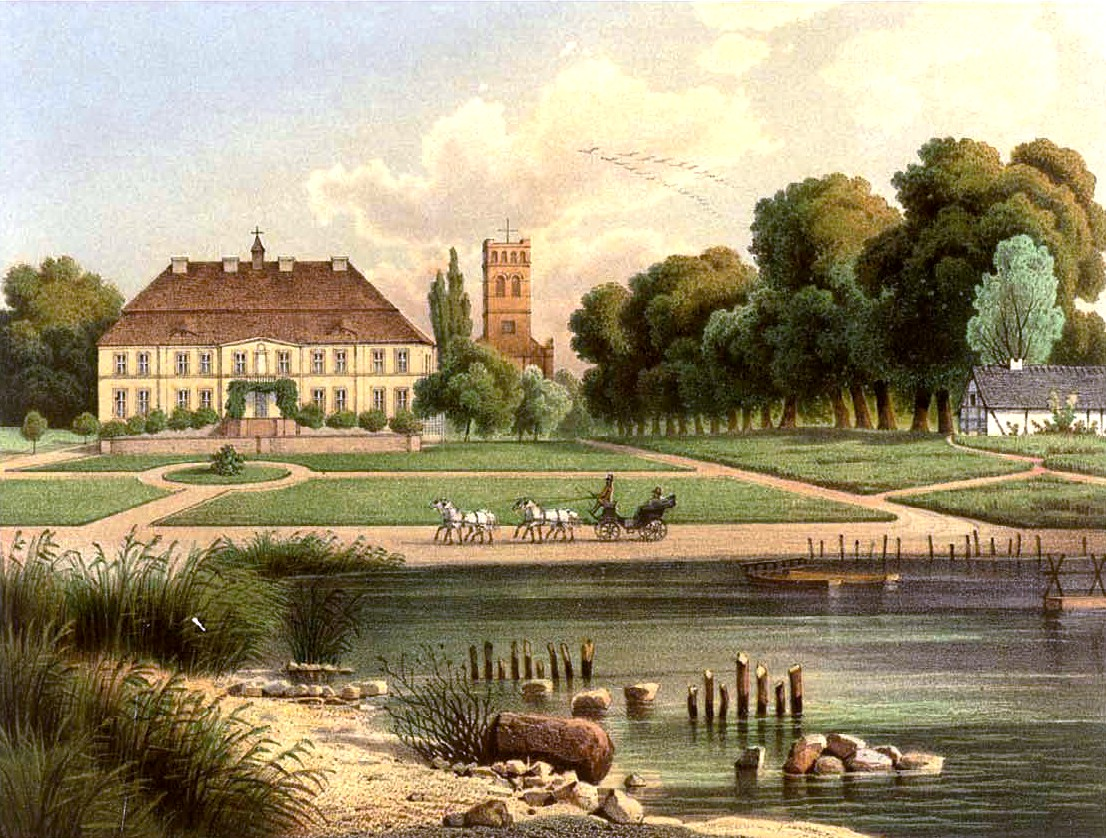
Pałac w Sitnie w II połowie XIX wieku

  - dwupiętrowy dwór, podpiwniczony, z wysokim łamanym dachem. Od frontu ganek z podjazdem, z którego rozciąga się widok na jezioro.
  - dom rządcy, parterowy z dachem mansardowym i przedprożem.
- kościół neoromański z kamienia i cegły, orientowany, z wieżą na planie kwadratu.
- rozległy park krajobrazowy o powierzchni 6,5 ha. Należy on do najcenniejszych tego typu obiektów na Ziemi Myśliborskiej. Występuje tu wiele gatunków krzewów i drzew. Do najciekawszych można zaliczyć: 2 miłorzęby chińskie, świerki srebrzyste, jawory, w tym w odmianie purpurowej, wiąz pospolity), kasztanowce, lipy oraz aleję starych buków[5].

W latach 1975–1998 miejscowość należała administracyjnie do województwa gorzowskiego.